# Stratification sociale
 (décembre 2024).

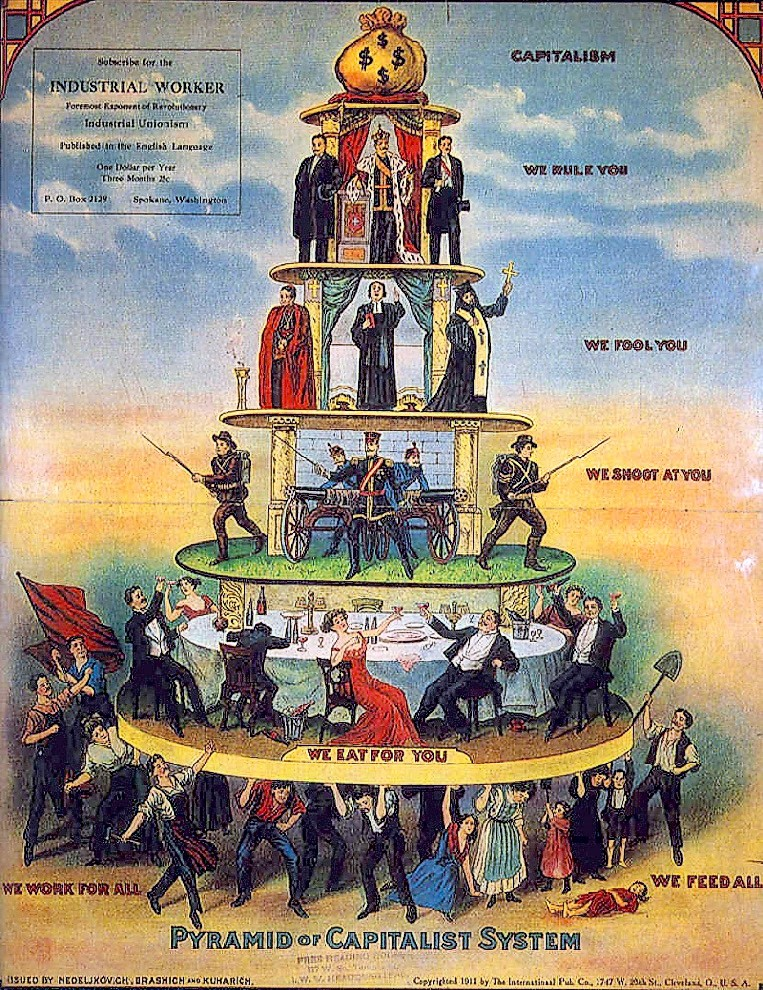
Publiée à des fins de prise de conscience par la revue Industrial Worker (IWW) en 1911, cette pyramide des rôles est une critique en soi du capitalisme et de la société qui, dans cette vision, en découle.

La stratification sociale est la catégorisation de la population d'une société en groupes sur la base de critères socio-économiques tels que la richesse, le revenu, l'éducation, l'ethnicité, le sexe, la profession, le statut social ou le pouvoir (social et politique) qui en découle. Il s'agit d'une hiérarchie au sein des groupes qui leur attribue différents niveaux de privilèges. En tant que telle, la stratification est la position sociale relative des personnes au sein d'un groupe social, d'une catégorie, d'une région géographique ou d'une unité sociale,,.
Dans les sociétés occidentales modernes, la stratification sociale est définie en termes de trois classes sociales : une classe supérieure, une classe moyenne et une classe inférieure ; à son tour, chaque classe peut être subdivisée en une strate supérieure, une strate moyenne et une strate inférieure. En outre, une strate sociale peut être formée sur la base de la parenté, du clan, de la tribu ou de la caste, ou des quatre à la fois.
La catégorisation des personnes par strate sociale apparaît le plus clairement dans les sociétés étatiques complexes, polycentriques ou féodales, ces dernières étant basées sur les relations socio-économiques entre les classes de la noblesse et les classes de paysans. La question de savoir si la stratification sociale est apparue pour la première fois dans les sociétés de chasseurs-cueilleurs, de tribus et de bandes ou si elle a commencé avec l'agriculture et les moyens d'échange social à grande échelle reste un sujet de débat dans les sciences sociales. La détermination des structures de la stratification sociale découle des inégalités de statut entre les personnes ; par conséquent, le degré d'inégalité sociale détermine la couche sociale d'une personne. En règle générale, plus l'inégalité sociale est grande, plus la stratification sociale est prégnante.

## Perspective marxiste
Dans la perspective marxiste, la société est hiérarchisée en classes sociales ( et non en strates) plus ou moins antagonistes dans une lutte des classes, ici rangées de la plus pauvre à la plus riche :
- le sous-prolétariat
- le prolétariat ou classe ouvrière
- la petite bourgeoisie
- la bourgeoisie ou société capitaliste. Cette dernière renferme la classe dirigeante qui détient les diverses sortes de pouvoirs.

La lutte des classes selon Marx, se base sur sa théorie des classes sociales.

## Perspective non marxiste
Dans une perspective non marxiste, la société est aussi hiérarchisée en classes, mais celles-ci sont différentes. On parlera notamment de :
- la servitude
- le tiers monde (pauvres des pays pauvres)
- le quart-monde (pauvres des pays riches)
- les classes populaires ou cols bleus
  - la classe moyenne inférieure
- la classe moyenne ou Cols blancs
  - la classe moyenne supérieure, au sein desquels on peut trouver des nouveaux riches[réf. nécessaire]
- l'élite, au sein de laquelle sont notamment désignés les dirigeants

La perspective écosophique tend à reconsidérer les classes sociales non pas d'après des strates mais selon un écosystème social. Elle tient compte de la notion d'écologie sociale ou écologie politique.
De nombreuses théories de la stratification sociale sont construites autour de l'idée de classes sociales différenciées. Comme dans d'autres théories de la stratification, l'appartenance professionnelle y est un élément important pour la définition de la position sociale. En France, la position dans le champ productif est saisie dans les travaux quantitatifs par le biais de la nomenclature Professions et catégories socioprofessionnelles (PCS).

### Perspective bourdieusienne
Les éléments par lesquels Bourdieu saisit la position sociale ont évolué au fil de ses recherches. Dans Sociologie de l'Algérie, il utilise pour déterminer la position sociale d'un individu des critères tels que le sexe, l'âge, la zone géographique, la langue parlée, la sédentarité, la position dans la famille, le patrimoine familial, etc,. Plus tard, il synthétisera sa conception de la stratification sociale en représentant le monde social sous la forme d'un espace à plusieurs dimensions.
La notion de capitaux est essentielle afin de comprendre la théorie bourdieusienne de la stratification sociale. En effet, la position sociale d'un agent dans l'espace social est défini par la position qu'il occupe dans les différents champs, c'est-à-dire au sein de la distribution des pouvoirs agissants dans les champs considérés. Ces pouvoirs sont principalement le capital économique, le capital culturel, le capital social, ainsi que le capital symbolique. L'originalité de la théorie bourdieusienne est de lier des concepts et théories de nombreux auteurs : il reprend ainsi l'idée de capital de Karl Marx en le déclinant dans d'autres domaines, rejoint la thèse wébérienne selon laquelle les représentations sont importantes pour le maintien des hiérarchies sociales en légitimant "l'universalité d'une vision du monde arbitraire, celle de la classe dominante" ; il s'inspire également du travail d'Émile Durkheim ou encore de Maurice Halbwachs.

## Stratification sociale: critiques
Une partie des théories de la stratification sociale raisonnent à partir d'un schéma ternaire (bas/moyen/haut). Une critique majeure de ce type de raisonnements est l'absence de réflexion sur la pertinence sociologique d'un tel découpage tripartite : "Tant que l'on n'objectivera pas les traces empiriques de ce découpage ternaire, que l'on ne montrera pas qu'il est plus pertinent qu'un découpage en deux, en neuf ou en quarante-cinq ou qu'une autre distribution plus complexe, il y aura de bonnes raisons de penser qu'il ne traduit rien d'autre que la pensée ternaire, selon le schéma élémentaire bas/moyen/haut, de ceux qui le mettent en œuvre". Ce découpage exigerait théoriquement des preuves empiriques de l'existence de frontières réelles entre ces diverses classes, et non pas de simples différences progressives de ressources ou capitaux (économiques, culturels, etc.).
Une autre critique classique des études portant sur la stratification sociale est l'essentialisation des catégories utilisées, le recours à une phénoménotechnique sans réflexion plus large sur la pertinence de ces catégories vis-à-vis du sujet traité.

## Stratification sociale: éléments empiriques
En France, les études quantitatives s'intéressant à la stratification sociale se réfèrent souvent à la classification de la population en Professions et catégories socioprofessionnelles (PCS), utilisée par l'INSEE depuis 1982. Ces catégories sont regroupées en 6 groupes socioprofessionnels :
- Agriculteurs exploitants
- Artisans, commerçants et chefs d’entreprise
- Cadres et professions intellectuelles supérieures
- Professions Intermédiaires
- Employés
- Ouvriers

Cette classification remplace la nomenclature des Catégories socioprofessionnelles (CSP), datant de 1954. Les PCS ont subi des rénovations en 2003 et 2020. Si des tables de transcodage théorique existent entre ces différentes versions des PCS, le passage entre les CPS et les PCS est peu aisé en raison des nombreux changements entre les deux nomenclatures.

## À l'ère de la mondialisation et des réseaux sociaux médiés par l'Internet
Les amitiés internationales sont considérées comme enrichissant le savoir et la vie des individus, ; elles influent aussi sur la stratification sociale (avec des enjeux de hiérarchie, statut, pouvoir, subordination voire d'oppression). Avec le Web 2.0 et ses suites, les réseaux sociaux sont devenus plus « virtuels » et se sont notamment développés dans la webosphère, dont via les « amis » sur Facebook.
Deux études conduites par des psychologues de l'Université de Cambridge ont en 2015 étudiés le nombre d'« amis » sur Facebook des internautes.
- la première a conclu que dans la classe sociale supérieure américaine, les niveaux d'amitié internationaux sur Facebook sont inférieurs à ce qu'ils sont dans les autres classes, ce qui prive la classe sociale supérieure d'accès à des idées nouvelles, comme à certaines opportunités commerciales[16] (et expliquant peut-être sa crainte des migrants).
- la seconde étude, basée sur « les amis Facebook formés en 2011 (près de 50 milliards d'amitiés) dans 187 pays » montre que plus un pays est riche, plus le niveau d'internationalisme est bas sur Facebook (moins d'amis étrangers)[16].